# 大鱼狗属
大鱼狗属（学名：Megaceryle）是翠鸟科下的一个属。

## 下属物种
本属包括以下物种：
- 白腹鱼狗 Megaceryle alcyon (Linnaeus, 1758)
- 冠鱼狗 Megaceryle lugubris (Temminck, 1834)
- 大鱼狗 Megaceryle maxima (Pallas, 1769)
- 棕腹鱼狗 Megaceryle torquata (Linnaeus, 1766)